# Marion Becker
Marion Becker   (Hamburg, 21 de gener de 1950), de soltera Marion Steiner és una atleta alemanya, ja retirada, especialista en el llançament de javelina, que va competir durant la dècada de 1970.
Tot i néixer a l'Alemanya Occidental va créixer a l'Alemanya Oriental i el 1969 es traslladà a Romania, on es casà amb el seu entrenador. El 1972, representat Romania, va prendre part en els Jocs Olímpics d'estiu de Múnic, on quedà eliminada en sèries en la competició del llançament de javelina del programa d'atletisme. En finalitzar els Jocs no retornà a Romania i es quedà a viure a Alemanya. El 1976 va disputar els Jocs de Mont-real representat l'Alemanya Occidental. En la competició del llançament de javelina va guanyar la medalla de plata, rere l'alemanya oriental Ruth Fuchs.
En el seu palmarès també destaca el campionat alemany de javelina de 1976 i 1977.

## Millors marques
- Llançament de javelina. 65,14 metres (1976)[1]